# Burg Caldern

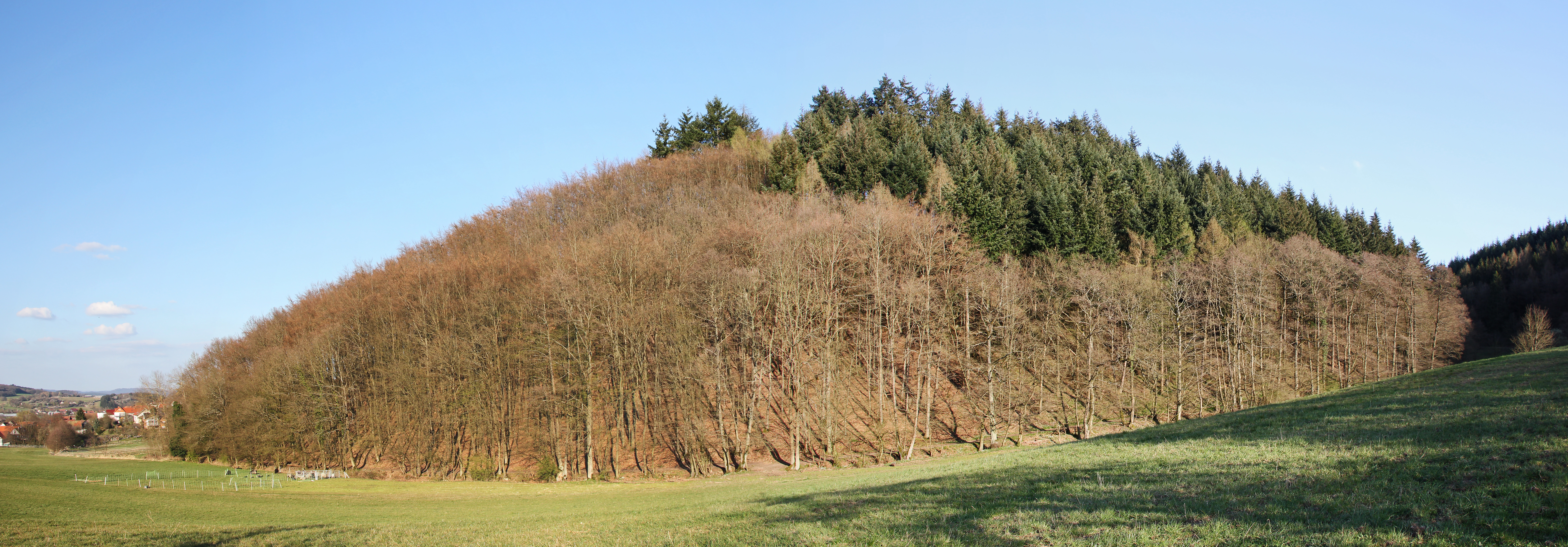
Bergsporn von Nordwesten

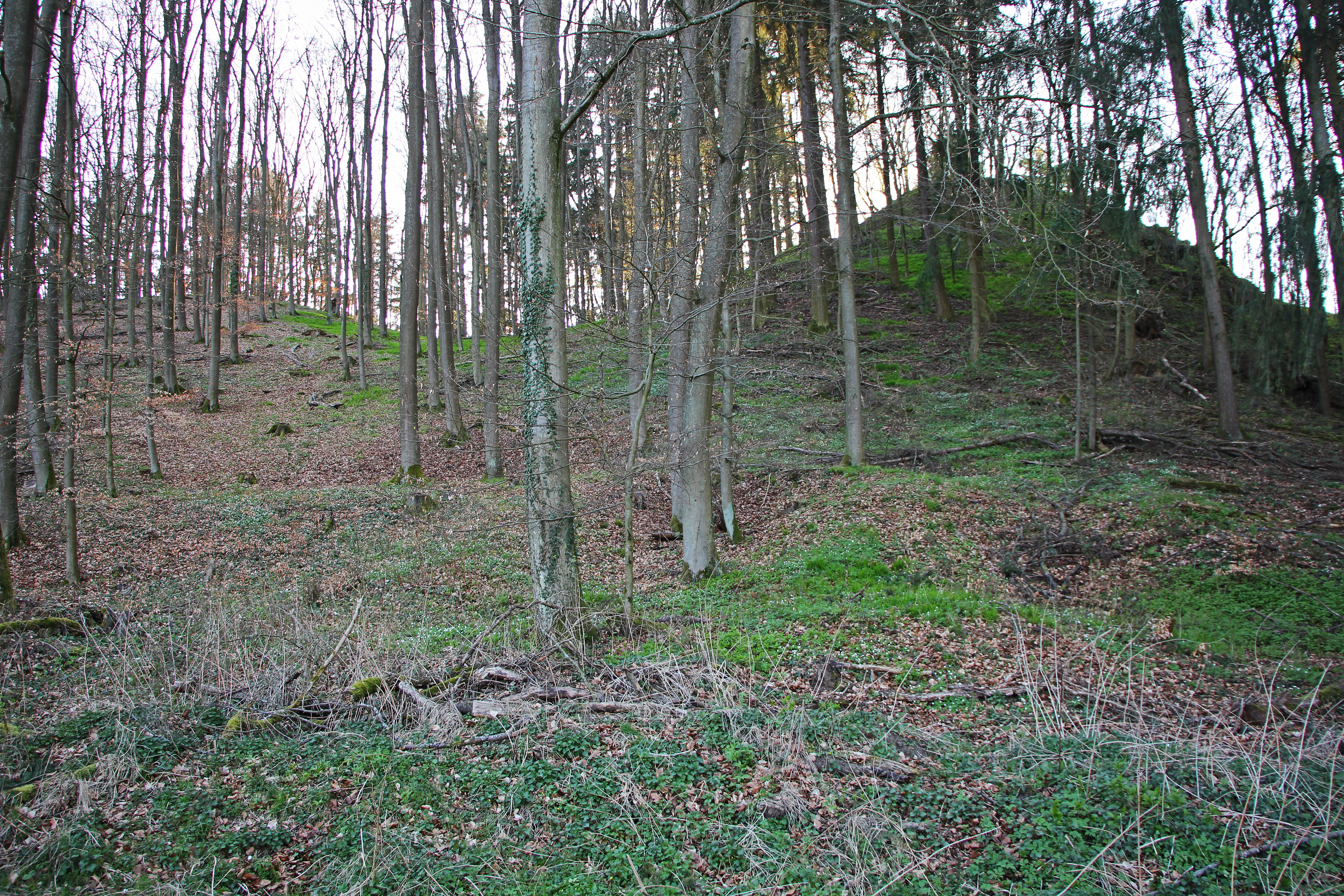
Bergkuppe von Südosten

Die Burg Caldern ist die Ruine einer mittelalterlichen Spornburg auf 319 m ü. NN südwestlich oberhalb Calderns, Gemeinde Lahntal, im Landkreis Marburg-Biedenkopf in Hessen. Die Burg wurde von dem Grafen Giso I. bald nach dem Jahr 1000 gegründet. Um 1030 wurde ein steinerner Turm und eine steinerne Ringmauer errichtet. Spätestens 1137 wurde die Burg zerstört bzw. aufgegeben.

## Lage
Die Reste der Turmburg liegen ca. 500 Meter südwestlich von Caldern 319 m hoch auf einer nach Nordwesten in ein Seitental der Lahn vorspringenden Bergsporn, einem Westnordwestsporn des Hungert (411,5 m), etwa 2 km ostsüdöstlich des Rimbergs (497,1 m). Die elliptische Bergkuppe besitzt zwei Gipfel, einen flacheren und breiteren im Süden und durch eine Senke davon getrennt, einen steileren und höheren im Norden, dem eigentlichen ca. 0,04 ha großen Burgberg. Abgesehen von dem Sattel im Süden fällt der Burgberg zu allen Seiten steil ab, besonders an seiner Nordseite in z. T. senkrechten, bis zu 7 m hohen Felsklippen. An der Süd- und Südostseite liegt vor dem Burgberg ein Wall mit einem hinterliegenden Graben. Dem im oberen Bereich fast kreisrunden Burgberg ist nördlich eine kleine etwa sieben Meter breite Terrasse vorgelagert.

## Forschungsgeschichte
1974 wurde die Burg Caldern im Rahmen eines Praktikums zur mittelalterlichen Archäologie unter Leitung von Rolf Gensen vermessen und es wurden Probegrabungen durchgeführt. Demnach stand die Burg auf der Kuppe des Burgbergs und bestand aus einem rechteckigen Turm, der von einer Ringmauer umgeben wird. Die Maße des Steinbaus betragen 9,60 × 7,50 m außen und 6,60 × 4,50 m innen bei einer Mauerstärke von 1,50 m. Die zahlreichen Brandspuren im Innenraum deutete Gensen auf mindestens eine Zwischendecke und mehrere Obergeschosse. Die etwa 1,15 m starke gemörtelte Ringmauer folgt geradlinig oder leicht gerundet annähernd den Höhenlinien mit einer Ausnahme an der Ostseite. Dort verspringt sie um ca. 4,10 m in einem rechten Winkel. Gensen vermutete hier den Zugang über eine Zugbrücke, da die Mauer keine Öffnung besitzt. Die gesamte Burg hatte eine ovale Grundfläche mit Durchmessern von etwa 28 (SW-NO) auf 23 Meter (NW-SO).
Unter den Kleinfunden aus der Burg befand sich eine teilweise erhaltene Knochenflöte, ein eiserner, 16 cm langer Reitersporn, eine verzierte runde Scheibe aus Hirschgeweih (Spielstein), eine verzierte Knochenplatte sowie Keramikfragmente. Außerdem wurden zahlreiche Tierknochen geborgen. Diese wurden 1986 an der Universität Gießen im Rahmen einer Doktorarbeit untersucht. Demnach stammen sie von Rindern, Ziegen, Schafen, Schweinen, Gänsen, Hühnern, Rehen, einem Hasen und einer Katze. Beim Verzehr dominierte das Schweinefleisch. Wild spielte kaum eine Rolle.

## Datierung

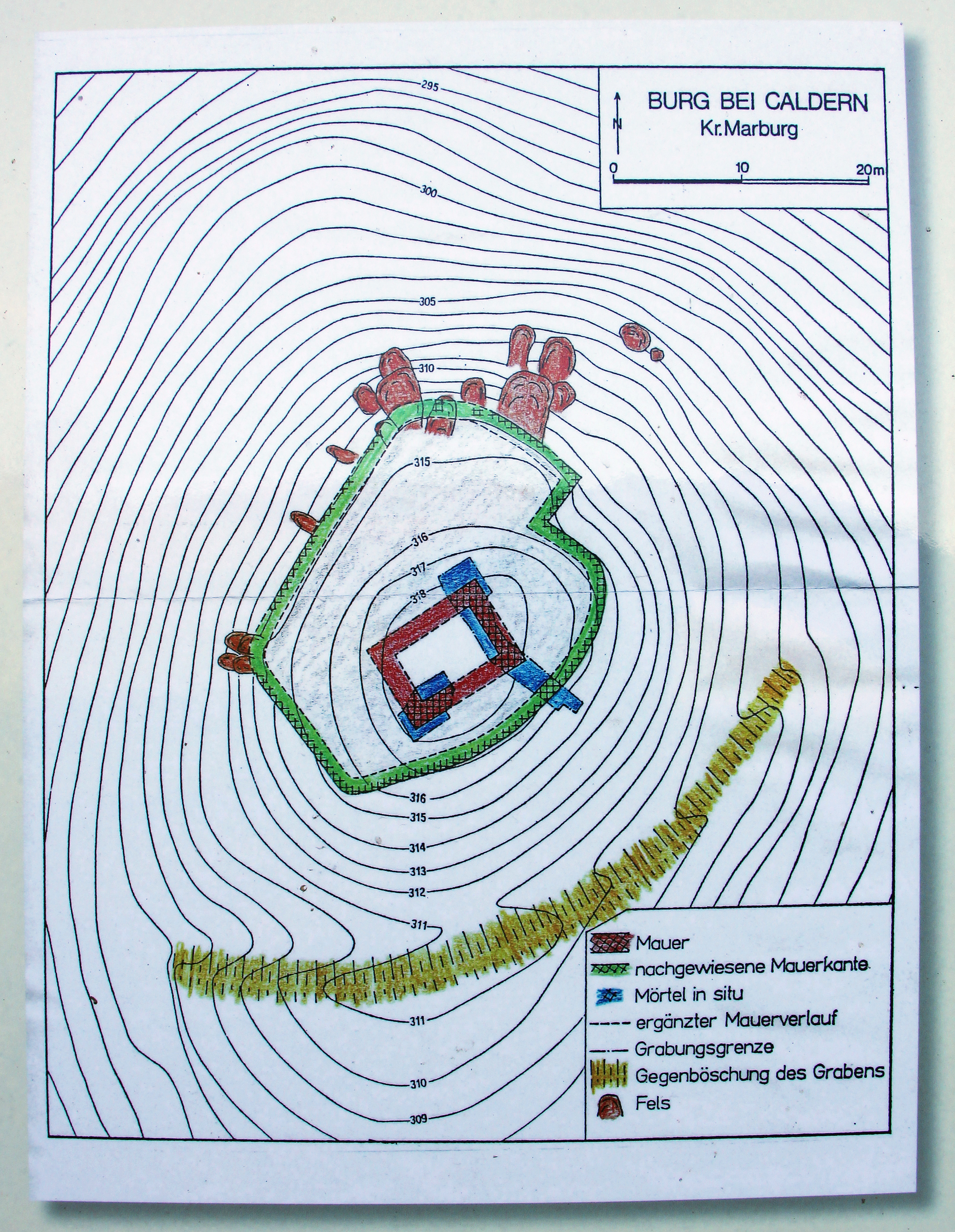
Grundriss der Burganlage

Gensen nahm für die Burg Caldern an, dass sie im späten 8. oder bis Mitte des 9. Jahrhunderts entstanden ist und im 11. Jahrhundert aufgegeben wurde. Neuere Untersuchungen der Fundstücke und Vergleiche mit benachbarten Burgen kommen zu einer späteren Datierung. Demnach wurde die Burg in Caldern wie die Burg Weißenstein und das Marburger Schloss von dem Grafen Giso I. bald nach dem Jahr 1000 gegründet. Ob dies zuerst eine hölzerne Befestigung wie bei den beiden anderen Burgen war, ist nicht nachgewiesen aber wahrscheinlich. Im zweiten Viertel des 11. Jahrhunderts, ggfs. um 1030, bauten die Gisonen die Burg Caldern wie die Burg Weißenstein zu einer für den Hochadel zeittypischen Turmburg in Höhenlage mit einem steinernen Turm und einer steinernen Ringmauer aus. Das Calderner Fundgut mit Reitersporn, Spielstein und Flöte als besondere Stücke ist typisch für Burgen des 11. Jahrhunderts und findet sich so oder ähnlich auch auf der Burg Weißenstein und dem Marburger Schloss. Die Burgen Caldern und Weißenstein wurden wohl in der ersten Hälfte des 12. Jahrhunderts, spätestens 1137 nach dem Tod von Giso V. zerstört bzw. aufgegeben, wobei in Caldern das Burgareal anschließend vermutlich bis in das ausgehende 12., vielleicht auch frühe 13. Jahrhundert weiter benutzt wurde.

## Zweiter Weltkrieg
Am 2. Dezember 1944 stürzte ein deutsches Jagdflugzeug in den Berg, nachdem es von einem amerikanischen Kampfflugzeug abgeschossen worden war. Der 19-jährige Pilot kam dabei ums Leben. An der Absturzstelle befindet sich seit 2007 ein Gedenkstein.